# Alejandro Larrazábal
Alejandro Larrazábal (31 oktober 1979) is een Spaanse golfprofessional.
Alejandro Larrazábal is een zoon van de in Venezuela geboren Gustavo Larrazábal, tweevoudig winnaar van het Venezolaans Open. Gustavo verhuisde naar Spanje, waar hij in 2008 het Senior Nationaal Open won en in 2009 het Senior Internationaal Open. Gustavo is getrouwd met Elena, drievoudig Spaans dameskampioen, en zij had net als Gustavo handicap 2.
Hun vier kinderen hebben allen de Spaanse nationaliteit.

## Amateur
Zijn grootste prestatie als amateur was het winnen van het Brits Amateur, waarbij zijn broer Pablo Larrazábal zijn caddie was. Hij was de derde Spanjaard die deze titel behaalde na José María Olazabal (1984) en Sergio Garcia (1998). In de finale versloeg hij de Engelse speler Martin Sell. Hij was van plan eind 2002 professional te worden, maar stelde dit uit omdat hij als amateur nu het Brits Open en de Masters mocht spelen. In 2003 speelde hij in The Georgia Cup tegen de winnaar van het Amerikaanse Amateur Kampioenschap van 2002, en verloor.
- 2002: Brits amateurkampioenschap op de Royal Porthcawl Golf Club

Alejandro is verbonden aan de Real Club de Golf El Prat buiten Barcelona, waar hij en Pablo als amateur beiden handicap +2 speelden. Op het moment dat Alejandro professional werd, hadden Alejandro, zijn broer Pablo en hun ouders gezamenlijk een scratch handicap. Alle vier hebben zij Spanje in het buitenland vertegenwoordigd.

## Professional
Het is Alex Larrazábal nog niet gelukt een spelerskaart voor de Europese PGA Tour te bemachtigen. Hij werd 45ste bij het Open Mahou de Madrid in 2005.
Ondertussen geeft hij les op El Prat en is hij sinds 2010 caddie voor José María Olazabal, die ondanks zijn artritis toch ieder jaar weer wat toernooien speelt.